# Анархосиндикалистичка иницијатива
Синдикална конфедерација „Анархосиндикалистичка иницијатива”, познатија као Анархосиндикалистичка иницијатива (АСИ) јесте анархосиндикалистичка организација из Београда.
АСИ је чланица Међународног удружења радника и радница.

## Циљеви и задаци АСИ-ја
АСИ се бори за друштво које ће бити базирано на индивидуалној и колективној слободи, равноправности, солидарности и међусобној помоћи; лишено свих облика репресије, хијерархије и власти човека над човеком. Програмска деклерација АСИ истиче да је за остваривање тих идеја неопходно раскрстити са свим облицима ауторитарног начина организовања.
АСИ се бори против:
- државе и хијерархијских односа у друштву
- капитализма и приватног власништва
- сваке врсте национализма
- дискриминације на основу расе, пола или сексуалног опредељења
- религије

Друштво које АСИ жели да створи је либертерско, слободарско самоуправно комунистичко друштво — анархија.

## Функционисање и структура АСИ-ја
АСИ је организација конфедерално повезаних предузетних синдиката. Предузетни синдикати су синдикати које чланови и чланице АСИ-ја образују на радном месту, и у које су укључени сви запослени без обзира на своју струку. На тај начин се АСИ бори против подела унутар радничке класе.
Чланови АСИ-ја не могу бити: чланови било које политичке партије, плаћене синдикалне бирократе, особе које се налазе на позицијама са којих могу да запошљавају или отпуштају раднике и раднице, као и запослене који обављају дужности при којима су обавезани да носе оружје или које су у директној вези са запослењима које подразумевају ношење истога (особе запослене у затворима и сл.).

## Акције АСИ-ја
АСИ је активан у социјалним и политичким протестима. Чланови АСИ-ја су учестовали у студентским протестима 2006. и 2007. у Београду, „Геј прајд“ манифестацији у Београду, у антифашистичким протестима у Новом Саду, такође редовно организују кампању против изласка на изборе. Списак свих акције ове организације се може видети на њиховом сајту.
Ратибор Тривунац, као истакнути члан АСИ-ја, је током боравка потпредседника САД Џозефа Бајдена у Београду 20. маја 2009, са групом анархиста код Палате Албанија у знак протеста запалио америчку заставу, након чега је приведен и осуђен на 10 дана затвора. Приведено је и неколико других присутних, укључујући и редитеља Желимира Жилника који је снимао догађај, а Тривунчев адвокат Никола Баровић је изјавио да оваква пресуда за ова дела у Србији није уобичајена и да се у САД паљење заставе сматра изражавањем мишљења.

## АСИ у Интернационали
На 22. Конгресу МУР-а, одржаном 4., 5. и 6. децембра 2004. године у Гранади, у Шпанији, Синдикална конфедерација „Анархосиндикалистичка иницијатива“ је примљена у пуноправно чланство ове интернационале. Ово је први пут, од учешћа анархосиндикалиста из Србије на међународном анархистичком конгресу одржаном 1907. године у Амстердаму, да се анархистичке снаге са ових простора формално прикључе међународном револуционарном покрету. На 23. Конгресу МУР-а, одржаном 8., 9. и 10. децембра 2006. године у Манчестеру, у Великој Британији, АСИ је делегиран да обавља дужност Секретаријата МУР-а до 24. Конгреса Интернационале који је одржан током децембра 2009. године у Бразилу.